# Öğündük (İdil)
Öğündük (ook bekend als Midin) is een dorp in het district İdil in de provincie Şırnak in Turkije. Het dorp wordt bewoond door Arameeërs en had een bevolking van 367 in 2021. Het dorp ligt in de historische regio Tur Abdin.

## Demografie
De volgende tabel toont het aantal Aramese families in Öğündük door de jaren heen:
| Jaar | Aantal families |
| ---- | --------------- |
| 1915 | 150-500         |
| 1966 | 140             |
| 1978 | 128             |
| 1981 | 109             |
| 1987 | 80              |
| 1995 | 45              |
| 1999 | 50              |
| 2007 | 50              |